# Rząd Carla Azeglia Ciampiego

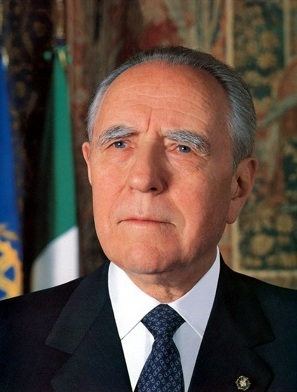
Carlo Azeglio Ciampi

Rząd Carla Azeglia Ciampiego – rząd Republiki Włoskiej funkcjonujący od 28 kwietnia 1993 do 10 maja 1994.
Gabinet powstał po rezygnacji złożonej przez premiera Giuliano Amato w okresie gwałtownych przekształceń na włoskiej scenie politycznej związanej z ujawnianiem afer korupcyjnych i gospodarczych (tzw. Tangentopoli). Został ukonstytuowany w trakcie XI kadencji Izby Deputowanych i Senatu. Na jego czele stanął Carlo Azeglio Ciampi – bezpartyjny gubernator banku centralnego.
W skład rządu weszli przedstawiciele większości ugrupowań parlamentarnych w tym Chrześcijańskiej Demokracji (DC), Włoskiej Partii Socjalistycznej (PSI), Włoskiej Partii Socjaldemokratycznej (PSDI) i Włoskiej Partii Liberalnej (PLI). Początkowo ministrami byli też przedstawiciele postkomunistycznej Demokratycznej Partii Lewicy (PDS) i Federacji Zielonych (FdV), partie te wycofały się jednak z koalicji tuż po zaprzysiężeniu gabinetu.
Rząd zakończył swoje urzędowanie po przedterminowych wyborach parlamentarnych w 1994.

## Skład rządu
- premier: Carlo Azeglio Ciampi (bezp.)
- ministrowie bez teki:
  - minister spraw społecznych: Fernanda Contri (PSI)
  - minister ds. polityki wspólnotowej: Valdo Spini (PSI, do 4 maja 1993), Livio Paladin (bezp., od 4 maja 1993)
  - minister służb publicznych: Sabino Cassese (bezp.)
  - minister ds. kontaktów z parlamentem: Augusto Barbera (PDS, do 4 maja 1993), Paolo Barile (bezp., od 4 maja 1993)
  - minister ds. reformy wyborczej i instytucjonalnej: Leopoldo Elia (DC)
- minister spraw zagranicznych: Beniamino Andreatta (DC, do 19 kwietnia 1994), Leopoldo Elia (DC, od 19 kwietnia 1994, p.o.)
- minister spraw wewnętrznych: Nicola Mancino (DC)
- minister sprawiedliwości: Giovanni Conso (bezp.)
- minister budżetu i planowania gospodarczego: Luigi Spaventa (bezp.)
- minister finansów: Vincenzo Visco (PDS, do 4 maja 1993), Franco Gallo (bezp., od 4 maja 1993)
- minister skarbu: Piero Barucci (DC)
- minister obrony: Fabio Fabbri (PSI)
- minister edukacji publicznej: Rosa Russo Iervolino (DC)
- minister robót publicznych: Francesco Merloni (DC)
- minister rolnictwa i leśnictwa (od grudnia 1993 również żywności): Alfredo Luigi Diana (DC)
- minister transportu: Raffaele Costa (PLI)
- minister poczty i telekomunikacji: Maurizio Pagani (PSDI)
- minister przemysłu, handlu i rzemiosła: Paolo Savona (bezp., do 19 kwietnia 1994), Paolo Baratta (bezp., od 19 kwietnia 1994, p.o.)
- minister zdrowia: Mariapia Garavaglia (DC)
- minister handlu zagranicznego: Paolo Baratta (bezp.)
- minister pracy i ochrony socjalnej: Gino Giugni (PSI)
- minister kultury: Alberto Ronchey (bezp.)
- minister turystyki: Carlo Azeglio Ciampi (bezp., p.o.)
- minister środowiska: Francesco Rutelli (FdV, do 4 maja 1993), Valdo Spini (PSI, od 4 maja 1993)
- minister szkolnictwa wyższego, badań naukowych i technologii: Luigi Berlinguer (PDS, do 4 maja 1993), Umberto Colombo (bezp., od 4 maja 1993)